# Bór (rejon miorski)
Bór (biał. Бор; ros. Бор) – dawny chutor. Tereny na których leżał znajdują się na Białorusi, w obwodzie witebskim, w rejonie miorskim, w sielsowiecie Jazno.
Inna nazwa miejscowości – Bór Fursowski.

## Historia
W czasach zaborów w powiecie dzisieńskim, w guberni wileńskiej Imperium Rosyjskiego.
W latach 1921–1945 wieś leżała w Polsce, w województwie wileńskim, w powiecie dziśnieńskim, w gminie Jazno.
Według Powszechnego Spisu Ludności z 1921 roku zamieszkiwało tu 42 osoby, 1 była wyznania rzymskokatolickiego a 41 prawosławnego. Jednocześnie 10 mieszkańców zadeklarowało polską a 32 białoruską przynależność narodową. Było tu 7 budynków mieszkalnych. W 1931 w 7 domach zamieszkiwały 34 osoby.
Wierni należeli do parafii rzymskokatolickiej i prawosławnej w Jaźnie. Miejscowość podlegała pod Sąd Grodzki w Dziśnie i Okręgowy w Wilnie; właściwy urząd pocztowy mieścił się w Jaźnie.
W wyniku napaści ZSRR na Polskę we wrześniu 1939 miejscowość znalazła się pod okupacją sowiecką. 2 listopada została włączona do Białoruskiej SRR. Od czerwca 1941 roku pod okupacją niemiecką. W 1944 miejscowość została ponownie zajęta przez wojska sowieckie i włączona do obwodu witebskiego Białoruskiej SRR.
Do 1960 w składzie sielsowietu Zaucie.
Od 1991 w składzie niepodległej Białorusi.
W 2011 miejscowość została zlikwidowana.